# Anthurium joaquinense
Anthurium joaquinense là một loài thực vật có hoa trong họ Ráy (Araceae). Loài này được Croat & D.C.Bay mô tả khoa học đầu tiên năm 2006.